# Lazerckerita
La lazerckerita és un mineral de la classe dels sulfurs. Rep el nom de Lazarus Ercker, mestre reial suprem del regne de Bohèmia i mestre de la Casa de la Moneda de Praga.

## Característiques
La lazerckerita és una sulfosal de fórmula química Ag3.75Pb4.50(Sb7.75Bi₄)S₂₄. Va ser aprovada com a espècie vàlida per l'Associació Mineralògica Internacional l'any 2023, i publicada l'any següent. Cristal·litza en el sistema monoclínic. Químicament és semblant a la clinooscarkempffita, la izoklakeïta i la staročeskeïta.
L'exemplar que va servir per a determinar l'espècie, el que es coneix com a material tipus, es troba conservat a les col·leccions del departament de mineralogia i petrologia del Museu Nacional de Praga, a la República Txeca, amb el número de catàleg: P1P 11/2022.

## Formació i jaciments
Va ser descrita a Staročeské Lode, a la República Txeca, el filó més gran del districte mineral de Kutná Hora pel que fa a la quantitat de mineral extret, i del que s'han obtingut unes 300 tones d'argent. Aquest indret és l'únic a tot el planeta on ha estat descrita aquesta espècie mineral.